# Holocraspedon flava
Holocraspedon flava là một loài bướm đêm thuộc phân họ Arctiinae, họ Erebidae.